# Leimersdorf
Leimersdorf ist ein Ortsbezirk der verbandsfreien Gemeinde Grafschaft im rheinland-pfälzischen Landkreis Ahrweiler. Der Ortsbezirk Leimersdorf hat zurzeit 1222 Einwohner. Bis zur Eingliederung in die am 16. März 1974 neu gebildete Gemeinde Grafschaft war Leimersdorf eine eigenständige Gemeinde. Zu Leimersdorf gehören auch die westlich liegenden Ortsteile Niederich und Oeverich.

## Geographie
Leimersdorf liegt unmittelbar an der Grenze zu Nordrhein-Westfalen. Westlich liegt der Ort Fritzdorf, der zur Gemeinde Wachtberg im Rhein-Sieg-Kreis gehört. Die Stadt Bad Neuenahr-Ahrweiler liegt südlich von Leimersdorf.

## Geschichte
Leimersdorf wurde erstmals am 31. März 1131 urkundlich erwähnt, als Papst Innozenz II. dem Bonner Cassius-Stift den „Hof Limorstorp nebst der Kirche mit dem ganzen Zehnten“ bestätigt. Die Filialen in Nierendorf („Nithirindorp“) und Birresdorf („Biringistorp“) wurden bereits 1110 urkundlich erwähnt. Nach dem Liber valoris der Diözese Köln gehörte Leimersdorf zum Argaudekanat. Im heutigen Ortsteil Oeverich wurde im 16. Jahrhundert eine Kapelle erwähnt, 1668 hat auch der Ortsteil Niederich eine Kapelle, in beiden wurde eine Wochenmesse gelesen. Die heutige Pfarrkirche St. Stephanus wurde 1729 gebaut.
Landesherrlich gehörte Leimersdorf zu der im 13. Jahrhundert entstandenen Grafschaft Neuenahr.
Im Zusammenhang mit der Inbesitznahme der Grafschaft Neuenahr durch den Pfalzgrafen Friedrich IV. am 24. April 1609 wurde erstmals ein Schulmeister in Leimersdorf erwähnt. In einem Visitationsprotokoll aus dem Jahre 1762 wird erstmals ein Schulgebäude in Leimersdorf genannt. Es war ein strohgedecktes Fachwerkhaus und stand in der Nähe des Friedhofs. Zum Schulbezirk gehörten Ortschaften Leimersdorf, Niederich, Oeverich und Birresdorf. 1834 wurde in Leimersdorf eine neue Schule für die Gemeinden Leimersdorf und Birresdorf errichtet. Die Schule hatte zwei Schulsäle. Um 1850 besuchten 150 Kinder die Schule, die von einem Lehrer unterrichtet wurden. Der Lehrer hatte daneben noch das Küster-, Organisten- und Glöckneramt inne. 1958 wurde die heutige Grundschule gebaut.
Von 1794 bis 1814 gehörte Leimersdorf zum Kanton Remagen im Arrondissement Bonn (Rhein-Mosel-Département).
Aufgrund der auf dem Wiener Kongress geschlossenen Verträge wurde 1815 das Rheinland, und damit auch Leimersdorf, dem Königreich Preußen zugeordnet. Leimersdorf gehörte von 1816 an zur Bürgermeisterei Gelsdorf im damals neu gebildeten Kreis Mayen im Regierungsbezirk Koblenz. Nach einer Statistik aus dem Jahre 1843 lebten im Dorf Leimersdorf 46 Einwohner, in Niederich 120 und in Oeverich 310. Bis auf einen evangelischen Einwohner gehörten alle dem katholischen Glauben an.

## Politik

### Ortsbezirk
Leimersdorf ist einer von elf Ortsbezirken der Gemeinde Grafschaft. Er wird durch einen Ortsbeirat und einem Ortsvorsteher vertreten.

### Ortsbeirat
Der Ortsbeirat besteht aus sieben Mitgliedern, die bei der Kommunalwahl am 9. Juni 2024 in einer personalisierten Verhältniswahl gewählt wurden, und dem ehrenamtlichen Ortsvorsteher als Vorsitzendem.
Die Sitzverteilung im Ortsbeirat:
| Wahl | SPD | CDU | Grüne | FDP | FWG * | WGW ** | Gesamt  |
| ---- | --- | --- | ----- | --- | ----- | ------ | ------- |
| 2024 | –   | –   | 1     | –   | 1     | 5      | 7 Sitze |
| 2019 | 1   | 4   | 1     | 0   | 1     | –      | 7 Sitze |
| 2017 | 2   | 5   | –     | –   | –     | –      | 7 Sitze |
| 2014 | 4   | 2   | –     | 1   | –     | –      | 7 Sitze |
| 2009 | 1   | 3   | –     | 3   | –     | –      | 7 Sitze |

Am 22. Mai 2017 traten der damalige Ortsvorsteher und fast der gesamte Ortsbeirat zurück. Der Grund waren Differenzen mit der Gemeindeverwaltung Grafschaft über den Umgang mit einer geplanten Mülldeponie auf dem Gelände der Tongrube Leimersdorf. Daher fand am 24. September 2017 eine außerordentliche Neuwahl statt.

### Ortsvorsteher
Christoph Weber (Wählergruppe Weber, früher CDU) wurde im Oktober 2017 Ortsvorsteher von Leimersdorf. Bei der Direktwahl am 26. Mai 2019 wurde er mit einem Stimmenanteil von 77,71 % und am 9. Juni 2024 als einziger Bewerber mit 88,8 % jeweils für weitere fünf Jahre in seinem Amt bestätigt.
Webers Vorgänger waren der 2014 gewählte und am 22. Mai 2017 zurückgetretene Hans Christoph Rech (SPD) und bis 2014 Wilfried Klein.

## Infrastruktur
In Leimersdorf gibt es eine Grundschule für die Ortsbezirke Birresdorf, Leimersdorf und Nierendorf  sowie einen Kindergarten.

## Kultur und Sehenswürdigkeiten
- Siehe Liste der Kulturdenkmäler in Grafschaft (Rheinland)